# كيز لوكس
كيز لوكس (بالهولندية: Kees Luyckx) ولد في 11 فبراير 1986 في مدينة كاستركم هو لاعب هولندي، يلعب حاليًا في نادي إيه زد ألكمار حيث بدأ مهنته هناك.

## روابط خارجية
- كيز لوكس على موقع قاعدة بيانات كرة القدم.إي يو (الإنجليزية)
- كيز لوكس على موقع Soccerway.com (الإنجليزية)
- كيز لوكس على موقع عالم كرة القدم.نت (الإنجليزية)
- كيز لوكس على موقع كووورة
- كيز لوكس على موقع أوليمبيديا (الإنجليزية)